# Lunca Sătească
Lunca Sătească település Romániában, Erdélyben, Beszterce-Naszód megyében.

## Fekvése
Felsőilosva közelében fekvő település.

## Története
Lunca Sătească korábban Felsőilosva része volt. 1956-ban vált külön településsé 143 lakossal.
1966-ban 287, 1977-ben 187, az 1992-es népszámláláskor 163 román lakosa volt. 